# Iguatemi (microregio)
Iguatemi is een van de elf microregio's van de Braziliaanse deelstaat Mato Grosso do Sul. Zij ligt in de mesoregio Sudoeste de Mato Grosso do Sul en grenst aan de microregio's Nova Andradina, Dourados, Paranavaí (PR), Toledo (PR) en Umuarama (PR). De microregio heeft een oppervlakte van ca. 22.447 km². In 2009 werd het inwoneraantal geschat op 220.615.
Zestien gemeenten behoren tot deze microregio:
- Angélica
- Coronel Sapucaia
- Deodápolis
- Eldorado
- Glória de Dourados
- Iguatemi
- Itaquiraí
- Ivinhema
- Japorã
- Jateí
- Mundo Novo
- Naviraí
- Novo Horizonte do Sul
- Paranhos
- Sete Quedas
- Tacuru

Mesoregio's: Centro-Norte de Mato Grosso do Sul · Leste de Mato Grosso do Sul · Pantanal Sul Mato-Grossense · Sudoeste de Mato Grosso do Sul

Microregio's: Alto Taquari · Aquidauana · Baixo Pantanal · Bodoquena · Campo Grande · Cassilândia · Dourados · Iguatemi · Nova Andradina · Paranaíba · Três Lagoas